# Royston Smith (homme politique)
Royston Matthew Smith (né le 13 mai 1964) est un homme politique du Parti conservateur britannique député de Southampton Itchen de 2015 à 2024. Smith est auparavant conseiller au conseil municipal de Southampton.

## Jeunesse et carrière
Smith est né le 13 mai 1964 à Harefield, Southampton de Frank Wilmot et Marie Cecilia Smith (née Page). Il grandit dans la banlieue de Bitterne Park et fréquente l'école Bitterne Park,.
Il devient ingénieur pour la Royal Air Force (RAF) en 1980, travaillant sur la flotte Hawker Siddeley Nimrod pendant 10 ans. Smith travaille ensuite pour British Airways comme ingénieur aéronautique à Londres Heathrow pendant 16 ans.
Smith est propriétaire du magasin de vélos local Triangle Cycles à Bitterne Park de 1993 à 2003, et est le président de l'association des commerçants de Triangle. Il fonde le cabinet de conseil en relations publiques Vigilo Ltd en 2006,. Il est administrateur de 3S Fire Ltd, un cabinet de conseil en gestion des incendies affilié au HFRS depuis 2013.

## Carrière politique locale
Smith rejoint le Parti conservateur après les élections générales de 1997. Il a auparavant voté pour le parti référendaire eurosceptique. Il est élu pour la première fois comme conseiller conservateur du quartier Harefield lors de l'élection du conseil municipal de Southampton en 2000. Smith s'est auparavant présenté sans succès aux élections du conseil en 1998 en tant que candidat indépendant et en 1999 en tant que conservateur. Il est membre du cabinet chargé du développement économique au conseil entre 2007 et 2010. Il est le chef du conseil jusqu'en 2012, date à laquelle le parti travailliste reprend le contrôle du conseil.
Smith est nommé président du Hampshire Fire and Rescue Service (HFRS) en 2009 et est reconduit en 2014.
En avril 2011, alors que Smith visite le sous-marin HMS Astute dans le cadre de la tournée, un marin commence à tirer et tue un officier. Smith intervient et aide à appréhender le marin. Il reçoit la Médaille de George pour ses actions,.

## Carrière parlementaire
Smith se présente comme candidat conservateur dans la circonscription de Southampton Itchen aux élections générales de 2010. Il arrive deuxième, perdant par 192 voix contre le député travailliste sortant John Denham. Smith est élu député de la circonscription lors des élections générales de 2015.
Smith est réélu aux élections générales de 2017 et 2019,.
Smith soutient le Brexit lors du référendum d'adhésion au Royaume-Uni en 2016. Il vote pour l'accord de retrait du Brexit conclu par la Première ministre Theresa May le 29 mars 2019. Smith vote également contre tout référendum sur un accord de retrait lors des votes indicatifs du 27 mars. Il vote ensuite pour l'accord de retrait du Premier ministre Boris Johnson sur le Brexit en octobre.